# Florida (Uruguay)
 For alternative betydninger, se Florida (flertydig). (Se også artikler, som begynder med Florida)
Florida er en by i den sydlige del af Uruguay, med et indbyggertal (pr. 2004) på 32.128. Byen er hovedstad i Florida-departementet og blev grundlagt i 1809. Den er opkaldt efter den lokale grundlægger James Florida.